# ＃就是喜歡你
《#就是喜歡你》（日语：／ Hashutagu Sukinanda */?）為日本女子偶像團體AKB48的第49張單曲，由秋元康作詞，於2017年8月30日由國王唱片發行。此張單曲的同名標題曲由指原莉乃擔任中心成員（Center）。

## 發行背景
本作為前作《空有願望》發行約3個月後之2017年第3張單曲，以Type A、Type B、Type C、Type D、Type E的初回限定盤及通常盤、劇場盤等11種版本發售。A面曲由「AKB48第49張單曲選拔總選舉」得票數前16名成員演唱，其中SKE48的惣田紗莉渚以及NGT48的荻野由佳、本間日陽都是首度獲選為選拔成員。其餘入選成員中，白間美瑠、古畑奈和、吉田朱里繼前作之後再度於AKB48選拔總選舉中獲得單曲演唱資格。SKE48此次共有5人入選，是AKB48集團中獲選成員人數最多的分團。

## 封面寫真
| Type A 初回限定盤 | 指原莉乃                                                                 |
| Type A 通常盤     | 指原莉乃、橫山由依、吉田朱里                                             |
| Type B 初回限定盤 | 渡邊麻友、松井珠理奈、宮脇咲良、荻野由佳、須田亞香里                     |
| Type B 通常盤     | 渡邊麻友、北原里英、古畑奈和                                             |
| Type C 初回限定盤 | 橫山由依、惣田紗莉渚、岡田奈奈、北原里英、高橋朱里                       |
| Type C 通常盤     | 松井珠理奈、岡田奈奈、本間日陽                                           |
| Type D 初回限定盤 | 白間美瑠、本間日陽、古畑奈和、高柳明音、吉田朱里                         |
| Type D 通常盤     | 宮脇咲良、惣田紗莉渚、白間美瑠                                           |
| Type E 初回限定盤 | 指原莉乃、渡邊麻友、松井珠理奈、宮脇咲良、荻野由佳、須田亞香里、橫山由依 |
| Type E 通常盤     | 荻野由佳、須田亞香里、高橋朱里、高柳明音                                 |
| 劇場盤            | 「#就是喜歡你」16名選拔成員                                              |

## MV
#就是喜歡你
MV於AKB48第49張單曲選拔總選舉舉辦地沖繩縣實地拍攝。MV的主題為「女子旅行」。此部MV走「於Instagram上映」的女子旅行公路電影風格，指原莉乃飾演嚮導，擔任旅行團成員渡邊麻友的觀光導覽員。國際通商店街、南都沖繩世界、船、三輪計程車、海水浴場在MV中盡收眼底。歌唱（舞蹈）部分於已列入世界遺產的中城城拍攝。導演由曾執導《Maybe是藉口》及《馬尾與髮圈》MV的高橋榮樹擔任。編舞由曾負責《大聲鑽石》等多部MV舞蹈設計的牧野安娜擔任，服裝則繼續由茅野忍負責設計。

## 媒體使用歌曲
拖泥帶水的愛戀
北海道複合商店集團Reliable Group「驛車」電視廣告主題曲。

## 單曲收錄歌曲
Type A・B・C・D・E皆有初回限定盤及通常盤2種版本，各版本的初回限定盤與通常盤之收錄歌曲皆相同。

### Type A
| CD   | CD                                 | CD     | CD         | CD       |
| 曲序 | 曲目                               |        | 作曲       | 編曲     |
| ---- | ---------------------------------- | ------ | ---------- | -------- |
| 1.   | #就是喜歡你                        | 秋元康 | 伊藤心太郎 | 太田貴之 |
| 2.   | 拖泥帶水的愛戀（だらしない愛し方）（Under Girls）  | 秋元康 | 古川貴浩   | 古川貴浩 |
| 3.   | 不知所措猶豫不決（戸惑ってためらって）（Next Girls） | 秋元康 | Yo-Hey     | Yo-Hey   |
| 4.   | #就是喜歡你（off vocal ver.）      |        | 伊藤心太郎 | 太田貴之 |
| 5.   | 拖泥帶水的愛戀（off vocal ver.）   |        | 古川貴浩   | 古川貴浩 |
| 6.   | 不知所措猶豫不決（off vocal ver.） |        | Yo-Hey     | Yo-Hey   |

| DVD  | DVD                          | DVD      |
| 曲序 | 曲目                         | 導演     |
| ---- | ---------------------------- | -------- |
| 1.   | #就是喜歡你 Music Video      | 高橋榮樹 |
| 2.   | 拖泥帶水的愛戀 Music Video   |          |
| 3.   | 不知所措猶豫不決 Music Video |          |

### Type B
| CD   | CD                                 | CD     | CD         | CD       |
| 曲序 | 曲目                               |        | 作曲       | 編曲     |
| ---- | ---------------------------------- | ------ | ---------- | -------- |
| 1.   | #就是喜歡你                        | 秋元康 | 伊藤心太郎 | 太田貴之 |
| 2.   | 拖泥帶水的愛戀（Under Girls）      | 秋元康 | 古川貴浩   | 古川貴浩 |
| 3.   | 至少我們的戀情（自分たちの恋に限って）（Future Girls） | 秋元康 | 宮崎京一   | 若田部誠 |
| 4.   | #就是喜歡你（off vocal ver.）      |        | 伊藤心太郎 | 太田貴之 |
| 5.   | 拖泥帶水的愛戀（off vocal ver.）   |        | 古川貴浩   | 古川貴浩 |
| 6.   | 至少我們的戀情（off vocal ver.）   |        | 宮崎京一   | 若田部誠 |

| DVD  | DVD                        | DVD      |
| 曲序 | 曲目                       | 導演     |
| ---- | -------------------------- | -------- |
| 1.   | #就是喜歡你 Music Video    | 高橋榮樹 |
| 2.   | 拖泥帶水的愛戀 Music Video |          |
| 3.   | 至少我們的戀情 Music Video |          |

### Type C
| CD   | CD                               | CD     | CD         | CD       |
| 曲序 | 曲目                             |        | 作曲       | 編曲     |
| ---- | -------------------------------- | ------ | ---------- | -------- |
| 1.   | #就是喜歡你                      | 秋元康 | 伊藤心太郎 | 太田貴之 |
| 2.   | 拖泥帶水的愛戀（Under Girls）    | 秋元康 | 古川貴浩   | 古川貴浩 |
| 3.   | 月光假面（月の仮面）（Upcoming Girls）   | 秋元康 | 川西龍彌   | 若田部誠 |
| 4.   | #就是喜歡你（off vocal ver.）    |        | 伊藤心太郎 | 太田貴之 |
| 5.   | 拖泥帶水的愛戀（off vocal ver.） |        | 古川貴浩   | 古川貴浩 |
| 6.   | 月光假面（off vocal ver.）       |        | 川西龍彌   | 若田部誠 |

| DVD  | DVD                        | DVD      |
| 曲序 | 曲目                       | 導演     |
| ---- | -------------------------- | -------- |
| 1.   | #就是喜歡你 Music Video    | 高橋榮樹 |
| 2.   | 拖泥帶水的愛戀 Music Video |          |
| 3.   | 月光假面 Music Video       |          |

### Type D
| CD   | CD                               | CD     | CD         | CD       |
| 曲序 | 曲目                             |        | 作曲       | 編曲     |
| ---- | -------------------------------- | ------ | ---------- | -------- |
| 1.   | #就是喜歡你                      | 秋元康 | 伊藤心太郎 | 太田貴之 |
| 2.   | 拖泥帶水的愛戀（Under Girls）    | 秋元康 | 古川貴浩   | 古川貴浩 |
| 3.   | 獨享的夏天（プライベートサマー）（SHOWROOM選拔）   | 秋元康 | 田中慎也   | 田中慎也 |
| 4.   | #就是喜歡你（off vocal ver.）    |        | 伊藤心太郎 | 太田貴之 |
| 5.   | 拖泥帶水的愛戀（off vocal ver.） |        | 古川貴浩   | 古川貴浩 |
| 6.   | 獨享的夏天（off vocal ver.）     |        | 田中慎也   | 田中慎也 |

| DVD  | DVD                        | DVD      |
| 曲序 | 曲目                       | 導演     |
| ---- | -------------------------- | -------- |
| 1.   | #就是喜歡你 Music Video    | 高橋榮樹 |
| 2.   | 拖泥帶水的愛戀 Music Video |          |
| 3.   | 獨享的夏天 Music Video     |          |

### Type E
| CD   | CD                               | CD     | CD         | CD             |
| 曲序 | 曲目                             |        | 作曲       | 編曲           |
| ---- | -------------------------------- | ------ | ---------- | -------------- |
| 1.   | #就是喜歡你                      | 秋元康 | 伊藤心太郎 | 太田貴之       |
| 2.   | 拖泥帶水的愛戀（Under Girls）    | 秋元康 | 古川貴浩   | 古川貴浩       |
| 3.   | 不放棄（ギブアップはしない）（豆腐職業摔角主題曲） | 秋元康 | 川浦正大   | 野中「雅」雄一 |
| 4.   | #就是喜歡你（off vocal ver.）    |        | 伊藤心太郎 | 太田貴之       |
| 5.   | 拖泥帶水的愛戀（off vocal ver.） |        | 古川貴浩   | 古川貴浩       |
| 6.   | 不放棄（off vocal ver.）         |        | 川浦正大   | 野中「雅」雄一 |

| DVD  | DVD                        | DVD      |
| 曲序 | 曲目                       | 導演     |
| ---- | -------------------------- | -------- |
| 1.   | #就是喜歡你 Music Video    | 高橋榮樹 |
| 2.   | 拖泥帶水的愛戀 Music Video |          |
| 3.   | 不放棄 Music Video         | 瀨里義治 |

### 劇場盤
| CD   | CD                                     | CD       | CD         | CD       |
| 曲序 | 曲目                                   |          | 作曲       | 編曲     |
| ---- | -------------------------------------- | -------- | ---------- | -------- |
| 1.   | #就是喜歡你                            | 秋元康   | 伊藤心太郎 | 太田貴之 |
| 2.   | 拖泥帶水的愛戀（Under Girls）          | 古川貴浩 | 古川貴浩   |          |
| 3.   | 該去抱住他嗎？（抱きつこうか?）（AKB48 16期研究生） |          |            |          |
| 4.   | #就是喜歡你（off vocal ver.）          |          | 伊藤心太郎 | 太田貴之 |
| 5.   | 拖泥帶水的愛戀（off vocal ver.）       |          | 古川貴浩   | 古川貴浩 |
| 6.   | 想抱住我嗎？（off vocal ver.）         |          |            |          |

## 歌曲參与成員
- 由总选举名次决定的曲目中，成员后的括号内为AKB48第49张单曲选拔总选举的名次。

### #就是喜歡你
（中心成員：指原莉乃）
- Team A：橫山由依（第7名）
- Team B：渡邊麻友（第2名）
- Team 4：高橋朱里（第11名）
- Team 4 / STU48：岡田奈奈（第9名）
- SKE48 Team S：松井珠理奈（第3名）
- SKE48 Team KII：惣田紗莉渚（第8名）、古畑奈和（第14名）、高柳明音（第15名）
- SKE48 Team E：須田亞香里（第6名）
- NMB48 Team M：吉田朱里（第16名）
- NMB48 Team M / Team A：白間美瑠（第12名）
- HKT48 Team H / STU48：指原莉乃（第1名）
- HKT48 Team KIV / Team A：宮脇咲良（第4名）
- NGT48 Team NIII：荻野由佳（第5名）、北原里英（第10名）、本間日陽（第13名）

### 拖泥帶水的愛戀
「Under Girls」名義
（中心成員：向井地美音）
- Team K：向井地美音（第17名）、峯岸南（第19名）
- Team B：加藤玲奈（第21名）、福岡聖菜（第32名）
- Team 4：小嶋真子（第24名）、川本紗矢（第29名）
- Team 8：倉野尾成美（第30名）
- SKE48 Team S：大矢真那（第22名）
- SKE48 Team KII：松村香織（第18名）、大場美奈（第26名）
- NMB48 Team N：須藤凜凜花（第20名）
- NMB48 Team BII：太田夢莉（第27名）
- HKT48 Team H：田中美久（第28名）
- HKT48 Team KIV：森保圓（第31名）
- NGT48 Team NIII：中井莉加（第23名）、高倉萌香（第25名）

### 不知所措猶豫不決
「Next Girls」名義
（中心成員：加藤夕夏）
- Team A：佐佐木優佳里（第43名）、谷口惠（第45名）
- Team 4：岩立沙穗（第42名）
- 研究生：久保憐音（第47名）
- SKE48 Team KII：江籠裕奈（第36名）
- SKE48 Team E：鐮田菜月（第44名）、後藤樂樂（第46名）
- NMB48 Team M：加藤夕夏（第33名）
- NMB48 Team BII：村瀬紗英（第39名）、沖田彩華（第48名）
- HKT48 Team H：田島芽瑠（第40名）
- HKT48 Team H / Team B：矢吹奈子（第37名）
- HKT48 Team KIV：淵上舞（第34名）、冨吉明日香（第38名）
- HKT48 Team KIV / Team 4：朝長美櫻（第35名）
- NGT48 Team NIII：西潟茉莉奈（第41名）

### 至少我們的戀情
「Future Girls」名義
（中心成員：坂口理子）
- Team K：込山榛香（第52名）
- Team 8：小栗有以（第51名）
- 研究生：武藤小麟（第55名）
- SKE48 Team S / Team 4：北川綾巴（第64名）
- SKE48 Team KII：竹內彩姬（第56名）、荒井優希（第58名）
- SKE48 Team E：熊崎晴香（第63名）
- NMB48 Team N：谷川愛梨（第57名）、市川美織（第61名）
- NMB48 Team BII / Team 4：澀谷凪咲（第60名）
- HKT48 Team H：坂口理子（第49名）、田中菜津美（第50名）、松岡菜摘（第59名）
- HKT48 Team KIV：植木南央（第54名）、本村碧唯（第62名）
- NGT48 Team NIII：山口真帆（第53名）

### 月光假面
「Upcoming Girls」名義
（中心成員：太田奈緒）
- Team A：樋渡結依（第73名）
- Team K：茂木忍（第74名）
- Team B：後藤萌咲（第76名）
- Team 4：大森美優（第75名）
- Team 8：太田奈緒（第65名）、永野芹佳（第67名）
- Team 8 / Team B：坂口渚沙（第69名）
- SKE48 Team KII：小畑優奈（第72名）
- SKE48 Team E：谷真理佳（第66名）、佐藤堇（第68名）、高畑結希（第78名）
- HKT48 Team TII：松岡花（第80名）
- HKT48 研究生：豐永阿紀（第79名）
- NGT48 Team NIII：加藤美南（第71名）
- NGT48 研究生：宮島亞彌（第70名）、角尤利婭（第77名）

### 獨享的夏天
「SHOWROOM選拔」名義
（中心成員：大西桃香）
- Team B：馬嘉伶
- Team 8：佐藤栞、太田奈緒、大西桃香、下青木香鈴
- 研究生：山根涼羽
- SKE48 研究生：野野垣美希
- NMB48 Team N：內木志
- NGT48 Team NIII：荻野由佳、中井莉加、西潟茉莉奈
- NGT48 研究生：中村步加、奈良未遙
- STU48：佐野遙、森香穗、福田朱里

### 不放棄
（中心成員：松井珠理奈、宮脇咲良）
- Team A：長舌橫山（橫山由依）
- Team K：挖土機島田（島田晴香）、黑莓向井地（向井地美音）
- Team B：可愛玲奈七（加藤玲奈）、啪啪啦木崎（木崎由里亞）
- SKE48 Team S：好萊塢JURINA（松井珠理奈）
- SKE48 Team KII：薩克斯古畑（古畑奈和）
- NMB48 Team M / Team A：道頓崛白間（白間美瑠）
- HKT48 Team KIV / Team A：櫻桃宮脇（宮脇咲良）

### 該去抱住他嗎？
「AKB48 16期研究生」名義
- 研究生：淺井七海、稻垣香織、梅本和泉、黑須遙香、佐藤美波、庄司渚、鈴木久留美、田口愛佳、田屋美咲、長友彩海、播磨七海、本間麻衣、前田彩佳、道枝咲、武藤小麟、安田叶、山内瑞葵、山根涼羽